# باشگاه فوتبال ستره
باشگاه فوتبال ستره (به عربی: نادی ستره) یک باشگاه ورزشی در شهر ستره و در کشور بحرین می‌باشد که تیم فوتبال آن در لیگ برتر فوتبال بحرین بازی می‌کند.
این باشگاه در سال ۱۹۵۷ تأسیس شده است.